# Kirk DeMicco
Kirk DeMicco (ibland skrivet som De Micco), född 15 maj 1969 i Wyckoff i New Jersey, är en amerikansk filmskapare. Han är mest känd för att ha skrivit och regisserat de animerade filmerna Space Chimps, Croodarna (tillsammans med Chris Sanders), Vivo och Ruby – Havsmonstret.

## Filmografi (i urval)
- 1998 – Det magiska svärdet – Kampen om Camelot (manusförfattare)
- 2005 – Zuper-Zebran (berättelseförfattare och medproducent)
- 2008 – Space Chimps (regissör och manusförfattare)
- 2013 – Croodarna (regissör och manusförfattare) (med Chris Sanders)
- 2017 – Stjärnan (kreativ konsult)
- 2020 – Croodarna 2: En ny tid (berättelseförfattare)
- 2021 – Vivo (regissör och manusförfattare)
- 2023 – Ruby – Havsmonstret (regissör)